# Crax blumenbachii
L'hocco beccorosso (Crax blumenbachii von Spix, 1825) è un raro uccello galliforme della famiglia dei Cracidi endemico della Foresta Atlantica.

## Descrizione

### Dimensioni
Misura circa 84 cm di lunghezza per circa 3500 g di peso.

### Aspetto
Il piumaggio del maschio è nero lucido con leggeri riflessi blu-verdastri. La coda è nera. Il groppone e le copritrici sotto-caudali sono bianchi. Sulla testa è presente una cresta nera di piume ondulate. Il becco, marrone scuro con la punta nera, è adornato da una sorta di copertura carnosa di colore rosso-arancio e da una caruncola dello stesso colore. Gli occhi, di colore marrone scuro, quasi nero, sono circondati da una zona di pelle nuda marrone-viola, ma il resto della faccia è nero. Nere sono anche le lunghe zampe. La femmina si differenzia dal maschio per avere le copritrici sotto-caudali e il groppone di colore rosso-brunastro o cannella. Le regioni superiori e la coda sono nere come nei maschi, ma sono presenti delle bande ondulate, poco evidenti, di colore variabile dal marrone-rossastro al castano su ali, coda e parte bassa dell'addome. La cresta, più corta di quella del maschio, è nera e di solito presenta tre penne bianche ravvicinate. Il becco e la cera sono di colore nero opaco. Le caruncole sono assenti e la protuberanza carnosa sul becco è molto meno cospicua. Gli occhi sono di colore marrone chiaro e molto più chiari di quelli del maschio. Il colore delle zampe varia dal rosso-carne opaco al rosa opaco.

### Voce
Tra i richiami propri di questa specie possiamo ricordare un basso woop emesso quando l'animale si aggira in cerca di cibo, e un eeee-oooo lanciato quando viene disturbato.

## Biologia
L'hocco beccorosso trascorre la maggior parte del tempo sul terreno, dove si aggira in cerca di cibo, generalmente in coppie o in piccoli gruppi familiari di tre o quattro individui.

### Alimentazione
La dieta comprende frutta caduta, foglie tenere, semi, gemme e insetti.

### Riproduzione
Il culmine della stagione riproduttiva viene raggiunto tra i mesi di settembre e di ottobre, quando i richiami rimbombanti dei maschi si odono più di frequente, e le uova si schiudono nel giro dei mesi successivi. Sebbene siano stati registrati dei comportamenti di poligamia, è probabile che essi siano dovuti all'intensa pressione venatoria che ha provocato uno squilibrio tra i due sessi. Il nido è una piattaforma fatta di legnetti e ramoscelli, situata su un albero tra i due e i sei metri di altezza dal suolo, dove la femmina depone da uno a quattro uova, generalmente due, che vengono covate per 28 giorni. La femmina raggiunge la maturità sessuale nel corso del secondo o terzo anno di vita, e rimane fertile per almeno 11 anni.

## Distribuzione e habitat
In passato la specie, endemica del Brasile, era diffusa in gran parte della fascia costiera orientale del Paese, ma è scomparsa dalla maggior parte della regione, tanto che attualmente è confinata per lo più a quattro o cinque riserve naturali, tra cui ricordiamo la riserva biologica di Sooretama e l'adiacente riserva forestale di Linhares, entrambe nello stato di Espírito Santo. Di abitudini prevalentemente terricole, vive nelle foreste umide di alto fusto che presentano un ricco sottobosco, ma frequenta anche spazi più aperti, come le sponde dei fiumi, piccole pianure alluvionali e sentieri che attraversano la foresta. È una specie di pianura, che si spinge fino a 500 m circa sul livello del mare.

## Conservazione
L'hocco beccorosso è stato descritto per la prima volta nel 1825 da Johann Baptist von Spix, ma è stato per molto tempo conosciuto soltanto a partire dalle testimonianze aneddotiche dei naturalisti, come il principe Maximilian zu Wied-Neuwied, che lo scoprì nel 1816. Deve il nome scientifico a Johann Friedrich Blumenbach, noto antropologo tedesco e tutore del principe di Wied-Neuwied. Nell'agosto 1939, l'ornitologo tedesco Helmut Sick intraprese una spedizione nello stato brasiliano di Espírito Santo e riuscì ad avvistare i primi esemplari in natura lungo il Rio Cupido e il Rio Doce, vicino a Linhares. Prima di questa scoperta, ne erano stati inviati due esemplari allo zoo di New York e tre esemplari museali in Europa. Attualmente, in natura ne rimangono meno di 250 esemplari, distribuiti in quattro o cinque riserve. Le popolazioni più numerose sono quelle che vivono nella riserva di Sooretama (60 esemplari) e nella riserva naturale Vale do Rio Doce (100 esemplari), nello stato di Espírito Santo.
Attualmente, 13 zoo (tra cui lo zoo di Chester, il parco ornitologico di Walsrode, il Cracid Breeding Center di Zutendaal, in Belgio e il Diergaarde Blijdorp di Rotterdam) stanno lavorando alla creazione di una popolazione in cattività come parte di un apposito programma europeo per le specie minacciate (EEP). Fortunatamente, la specie si riproduce molto bene in cattività e si spera che in futuro si possa così andare a rinforzare le limitate popolazioni rimaste con delle reintroduzioni.